# Coudenhove (Adelsgeschlecht)

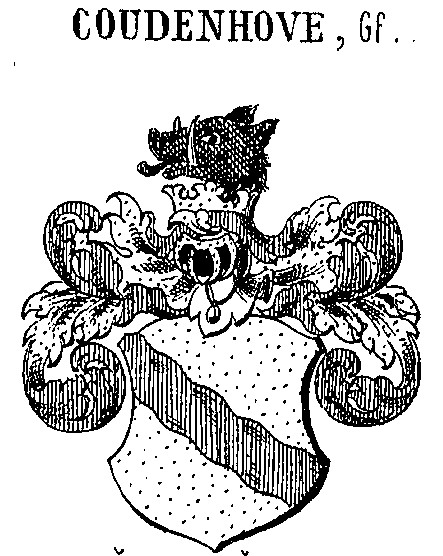
Stammwappen derer von Coudenhove

Coudenhove ist ein ursprünglich brabantisches Adelsgeschlecht, das 1790 in den Reichsgrafenstand erhoben wurde und ab 1815 in Österreich bzw. Böhmen ansässig war. Ein Zweig davon nennt sich seit 1903 Coudenhove-Kalergi.

## Geschichte
Die Familie Coudenhove stammte ursprünglich aus Brabant. Sie hatte der familiären Überlieferung nach den Adelstitel für die Teilnahme am Kreuzzug 1099 erhalten und konnten lückenlos zurückblicken auf den am 3. März 1259 verstorbenen Vorfahren Gerolf. Während der religiösen Konflikte im 16. und 17. Jahrhundert erlitt die Familie wirtschaftliche Rückschläge. Sie emigrierte in den katholischen Süden, ins Hochstift Lüttich, wo sie 1661 das Gut Fraiture erwarb. Philippe François Baron de Coudenhove war Anfang des 18. Jahrhunderts Herr von Fraiture und Mitglied der Landstände von Lüttich. Sein Sohn Maximilian François (1700–1742) heiratete 1733 die rheinländische Baroness Maria Adolphina Reuschenberg, durch deren Erbe die Familie in den Besitz von Setterich im Herzogtum Jülich kam.
Der ältere Sohn des Paares, Baron Georg Ludwig von Coudenhove (1734–1786), diente zunächst als Offizier im französischen Heer, später ging an den Hof von Kurmainz, 1778 verkaufte er den Stammsitz in Fraiture, 1784 wurde er in die Reichsritterschaft (Ritterkanton Mittelrhein) aufgenommen. Er heiratete 1772 Gräfin Sophie von Hatzfeld, eine Vertraute des Mainzer Kurfürsten Friedrich Karl Joseph von Erthal. Sophie von Coudenhoven und die vier Söhne wurden 1790 in den Reichsgrafenstand erhoben. Durch das Ende des Heiligen Römischen Reiches, die Mediatisierung der Reichsritter und -grafen sowie die Auflösung der geistlichen Territorien Anfang des 19. Jahrhunderts verloren die Coudenhoves ihre bisherige Stellung. Die Familie verlagerte sich in der Folgezeit vom Rheinland in die Habsburgermonarchie, wo sich Karrieren im Staats- und Militärdienst eröffneten.
Der älteste Sohn von Georg Ludwig und Sophie von Coudenhoven, Carl (1774–1838), war zunächst Höfling und Beamter in Kurmainz bzw. in Napoleonischer Zeit im Staat des Fürstprimas Karl Theodor von Dalberg (Fürstentum Aschaffenburg und Regensburg). Er heiratete 1802 Baroness Charlotte Wambolt von Umstadt. 1813 verkaufte er den Besitz in Setterich, stattdessen erwarb er zwei Jahre später das Gut Inditz (Jindice) bei Kuttenberg (Kutná Hora) in Mittelböhmen. Später war er Domkapitular in Wien. Sein jüngerer Bruder Edmund von Coudenhove (1777–1853) diente zunächst im preußischen, dann im österreichischen Heer, wurde k. k. Kämmerer, Bailli und Ordenskapitular des Malteserordens, aber auch Mitglied der Herrenbank des Landtags des Herzogtums Nassau. Der dritte Sohn, Friedrich (1778–1821), wurde Domkapitular in Breslau. Der jüngste der vier Brüder, Franz Ludwig (1783–1851), trat bereits 1799 als Militär in österreichische Dienste, wurde Feldmarschall-Leutnant, Adjutant von Erzherzog Franz Karl sowie Oberhofmeister von Erzherzog Ludwig.
Aus der Ehe Carl von Coudenhoves und Charlotte Wambolts gingen sieben Kinder hervor. Der älteste Sohn, Theophil (1803–1880), erbte das Gut Inditz in Böhmen, das er 1840 verkaufte. Er heiratete Gräfin Henriette Auersperg (1820–1873). Unter ihren Kindern sind Karl Maria (1855–1913) und Max von Coudenhove (1865–1928) hervorzuheben, die beide als Verwaltungsjuristen in den österreichischen Staatsdienst traten und beide nacheinander Landespräsidenten von Österreichisch-Schlesien und Statthalter von Böhmen waren. Teophils Bruder Maximilian (1805–1889) war Feldmarschall-Leutnant, Mitglied des österreichischen Herrenhauses und Landkomtur des Deutschen Ordens. Unter den Schwestern war Sophie (1808–1864) Hofdame der österreichischen Kaiserin Karoline Auguste und Maria (1813–1892) Stiftsdame in Wien.
Franz Ludwig und die baltische Baronesse Augusta von Löwenstern hatten sechs Söhne und zwei Töchter, die alle entweder im österreichischen Staat und Militär, am Hof oder in der katholischen Kirche dienten. Hervorzuheben sind der zweite Sohn Heinrich Graf von Coudenhove (1810–1881), Oberstleutnant im österreichischen Heer und Ritter des Deutschen Ordens; Karl (1814–1868) wurde Kavallerie-Offizier und Feldmarschall-Leutnant. Er heiratete 1851 Baroness Leopoldine Honrichs und begründete so den Zweig Coudenhove-Honrichs.

### Coudenhove-Honrichs
Dem Familienzweig Coudenhove-Honrichs gehörten Schloss Kunštát und Schloss Dalečín in Mähren.

### Coudenhove-Kalergi
Franz Ludwigs jüngster Sohn Franz Karl von Coudenhove schlug eine Diplomatenkarriere ein und heiratete 1857 die Polin Marie von Kalergi (1840–1877), Tochter der Pianistin Maria Kalergis. Der Name Kalergi stammt von dem byzantinisch-kretischen Adelsgeschlecht Kallergis (mit Nebenlinie Callergi in Venedig). Der gemeinsame Sohn Heinrich Graf von Coudenhove-Kalergi war das erste Familienmitglied, das seit 1903 den Doppelnamen führte. Da der Adelsstand 1919 in der neuen Republik Österreich aufgehoben wurde, hatte die Familie mit dem Adelsaufhebungsgesetz auch das Adelsprädikat „von“ in ihrem Namen verloren.

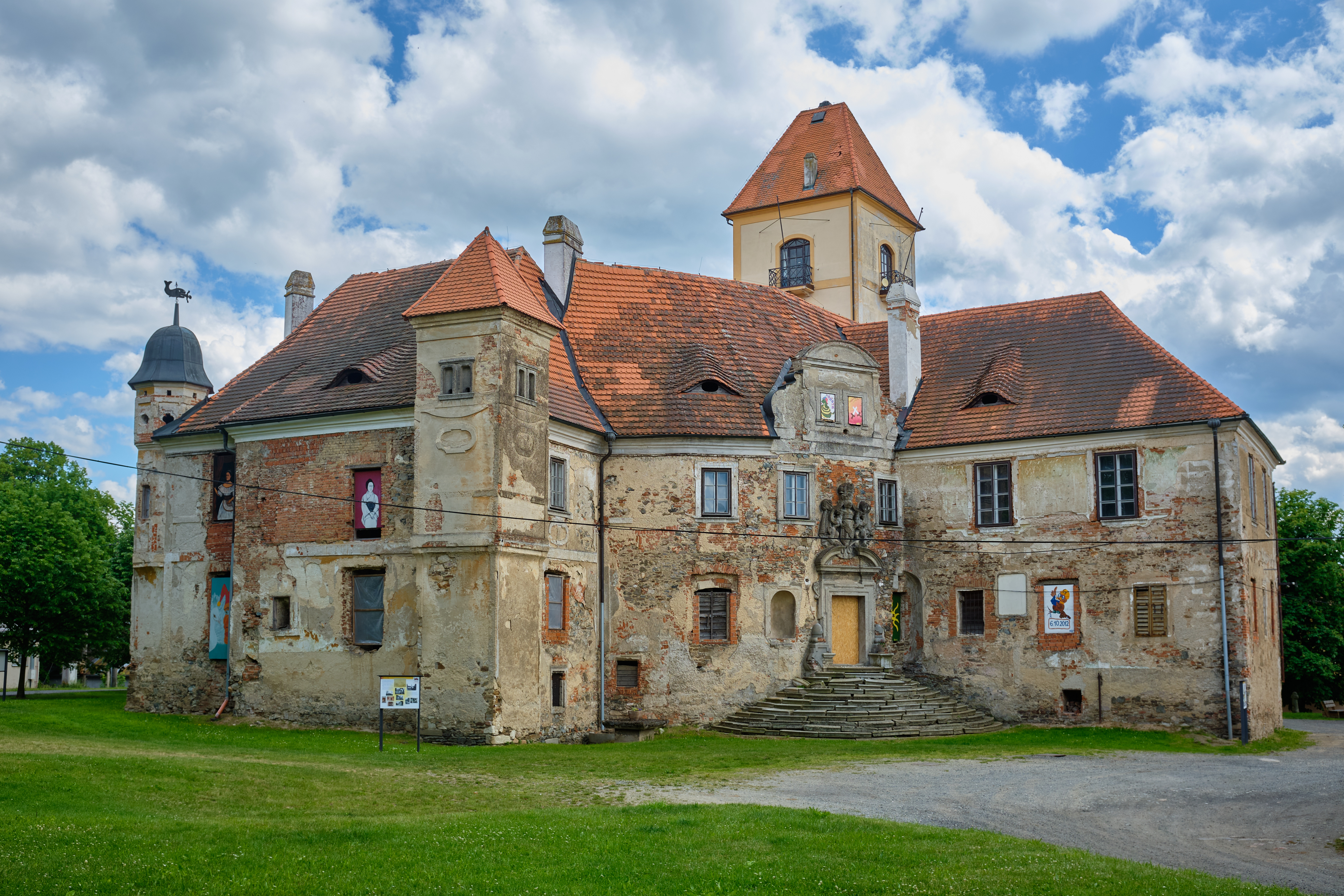
Schloss Ronsperg, Westböhmen

1864 erwarb Graf Franz Karl von Coudenhove den westböhmischen Gesamtbesitz Ronsperg (Poběžovice) mit Wasserau und Bernstein sowie das Gut Stockau um eine Million Gulden von den Grafen Thun-Hohenstein. 1869 kaufte er noch die Herrschaft Muttersdorf mit Schwanenbrückl und in Oberösterreich Schloss Ottensheim sowie Besitzungen in Ungarn hinzu. Von diesen Besitzungen blieben lediglich Ronsperg und Stockau – späterer Witwenwohnsitz von Mitsuko Coudenhove-Kalergi mit ihren Kindern, bevor sie nach Wien bzw. Mödling umzog –  bis 1945 im Eigentum der Familie; das Gut Muttersdorf wurde im Rahmen der Bodenreform in der 1. Tschechoslowakischen Republik in den Zwanzigerjahren enteignet.
Der Familienstammsitz der Coudenhove-Kalergis, Schloss Ronsperg (Poběžovice), war im Besitz des Alleinerben Johann Graf Coudenhove-Kalergis, als es 1945 infolge des für Deutschland verlorenen Krieges vom tschechoslowakischen Staat enteignet wurde. Die Familie, die tschechisch sprach, sich aber dem Deutschtum angehörig fühlte, wurde auch aus dem Land vertrieben. Die heutige Familie lebt in sehr verschiedenen Teilen der Welt. Der Film „Europa im Herzen, zuhause in der Welt“ porträtiert die derzeitige Familie.
Mit dem Familiennamen Coudenhove-Kalergi verbunden ist heute auch eine rechtsextreme, antisemitische Verschwörungserzählung, der sogenannte Kalergi-Plan, der im Rahmen der Vorstellung einer sogenannten Umvolkung fälschlicherweise als Beleg genannt wird. Als Urheber dieses Plans wird Richard Coudenhove-Kalergi, der Begründer der Paneuropa-Union angesehen.

## Familienmitglieder
- Sophie von Coudenhoven (1747–1825), Vertraute des Mainzer Kurfürsten Friedrich Karl Joseph von Erthal
  - Carl von Coudenhove (1774–1838), Höfling und Beamter in Kurmainz bzw. im Staat des Fürstprimas, später Domkapitular in Wien
    - Theophil von Coudenhove (1803–1880), Herr von Inditz
      - Karl Maria von Coudenhove (1855–1913), österreichischer Jurist und Beamter, Landespräsident von Österreichisch Schlesien und Statthalter von Böhmen
      - Max von Coudenhove (1865–1928), österreichischer Jurist und Beamter, Landespräsident von Österreichisch Schlesien und Statthalter von Böhmen

    - Maximilian Coudenhove (1805–1889), österreichischer Feldmarschalleutnant

  - Edmund von Coudenhove (1780–1853), Kapitular-Bailli des Malteserordens und Abgeordneter im Landtag von Nassau
  - Franz Ludwig von Coudenhove (1783–1851), österreichischer Feldmarschalleutnant, Adjutant von Erzherzog Franz Karl sowie Oberhofmeister von Erzherzog Ludwig
    - Karl von Coudenhove (1814–1868), österreichischer Feldmarschallleutnant
    - Franz Karl von Coudenhove (1825–1893), österreichischer Großgrundbesitzer und Politiker
      - Heinrich von Coudenhove-Kalergi (1859–1906), österreichischer Diplomat und Weltbürger + Mitsuko Coudenhove-Kalergi (1874–1941)
        - Johann Graf Coudenhove-Kalergi (1893–1965), böhmischer Schlossherr auf Schloss Ronspereg, österreichischer Autor
        - Richard Nikolaus Coudenhove-Kalergi (1894–1972), österreichischer Schriftsteller, Politiker und Gründer der Paneuropa-Bewegung
        - Gerolf Coudenhove-Kalergi (1896–1978), böhmisch-österreichischer Jurist und Japanologe
          - Barbara Coudenhove-Kalergi (* 1932), böhmisch-österreichische Journalistin
          - Michael Coudenhove-Kalergi (1937–2018), österreichischer Maler[9]

        - Ida Friederike Görres (1901–1971), Geburtsname Elisabeth Friederike, Reichsgräfin Coudenhove-Kalergi, deutsche Schriftstellerin und engagierte Katholikin

## Wappen
Blasonierung des Stammwappens derer von Coudenhove: In Gold ein schrägrechter roter Wellenbalken. Auf dem gekrönten Helm ein schwarzer Eberkopf. Die Helmdecken sind rot-golden.